# Liquadora

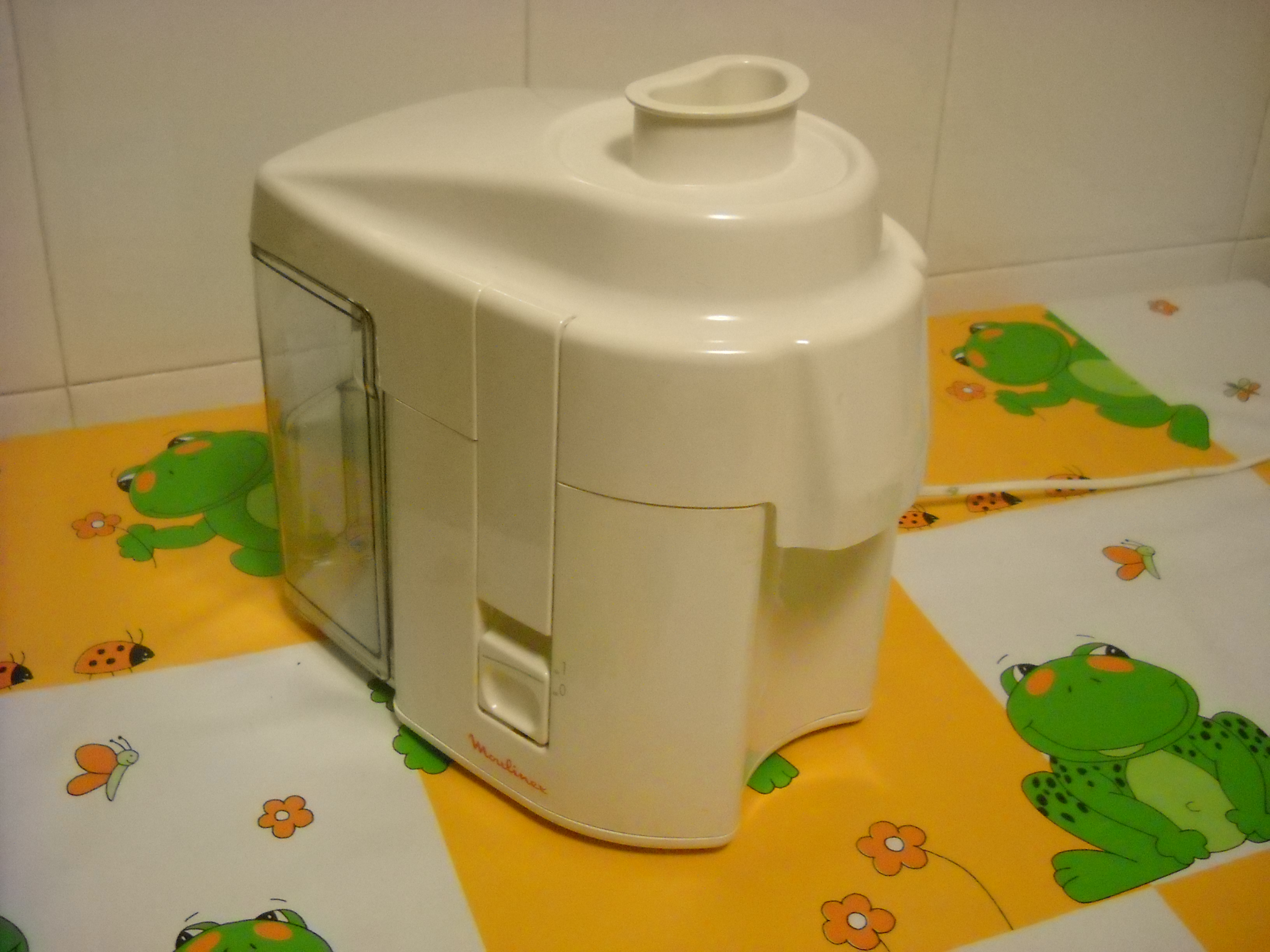
Liquadora

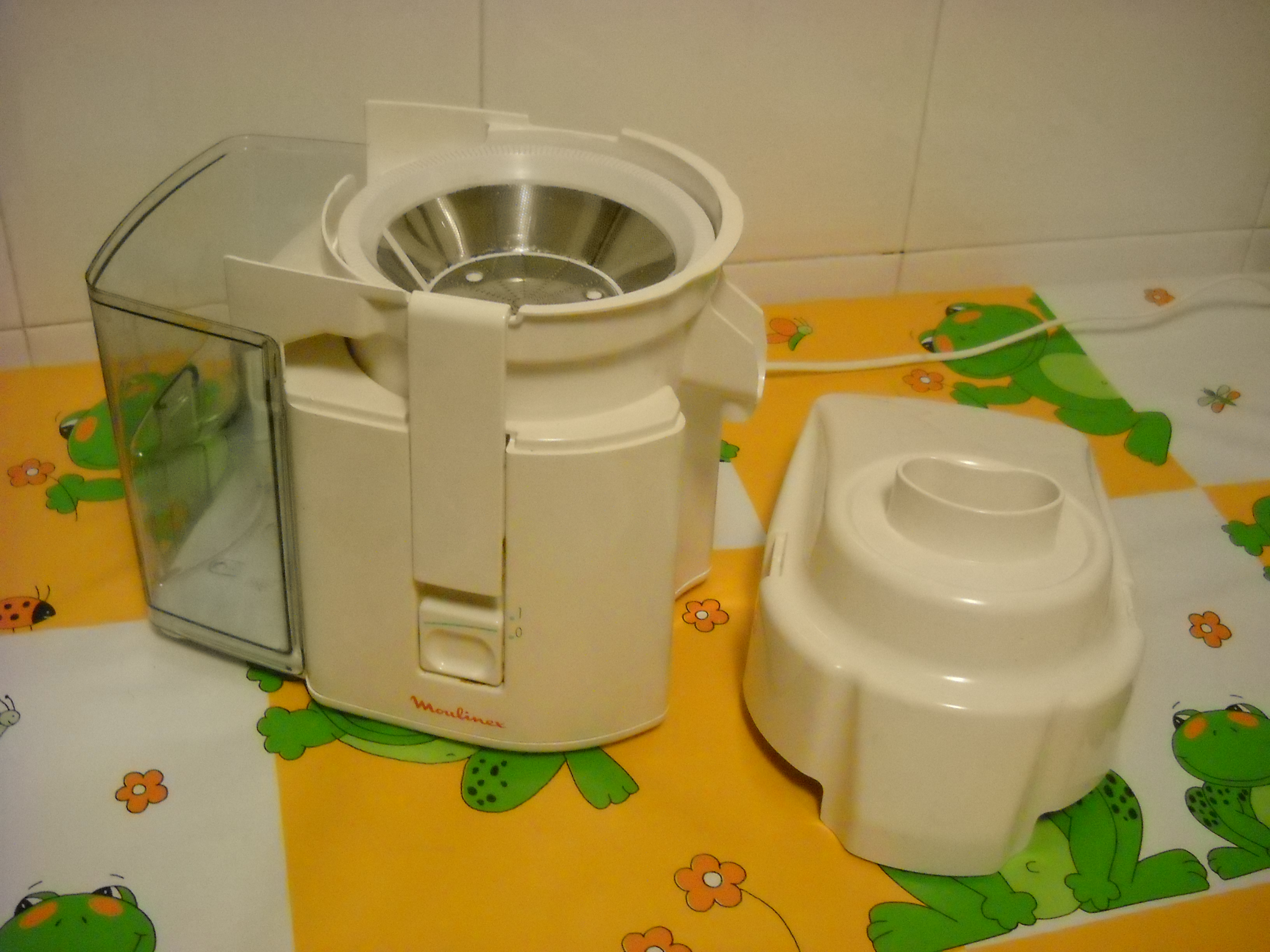
Liquadora oberta

Una  liquadora  és un electrodomèstic utilitzat per a extreure el suc de les fruites i hortalisses per centrifugació, separant-lo dels components sòlids. Disposa de filtres que permeten d'obtenir un suc perfectament líquid, lliure de polpa. La seva alta potència la fa apta per extreure el suc de fruites i hortalisses en aparença poc sucoses com la poma i la pastanaga. És una centrifugadora d'ús domèstic.
Les preparacions són purament líquides, fent que sigui un electrodomèstic ideal per a preparar, entre altres coses, fruites i hortalisses liquades, sopes i smoothies.

## Descripció
Instal·lat dins de la base hi ha un motor elèctric que fa girar a altes revolucions una mena de pseudo-embut metàl·lic amb petits forats tallants (que es pot desmuntar per a netejar-lo).
Aquest pseudo-embut metàl·lic situat a l'interior, expulsa la polpa seca cap a un receptacle de plàstic transparent incorporat generalment en la part posterior de la base, mentre que es pot recollir el líquid que surt per un broquet situat al costat oposat.

## Història
La liquadora, poc coneguda al món anglosaxó, va ser inventada a finals del segle xx. Les primeres liquadores domèstiques es varen comercialitzar a partir dels anys 90 a França. A partir de llavors aquesta màquina es va popularitzar arreu d'altres països d'Europa.
L'ús domèstic de les liquadores s'ha divulgat recentment en consonància amb la preocupació creixent per consumir aliments frescos i no processats. La liquadora permet efectivament consumir sucs acabats d'esprémer que conserven intactes els nutrients de les fruites i hortalisses fresques, a diferència dels sucs venuts envasats.

## Ús
Les fruites i hortalisses s'introdueixen en trossos o senceres, segons la potència dels models, per una boca cilíndrica situada a la part alta de l'aparell.
Els ingredients introduïts dins del recipient són centrifugats a alta velocitat per l'embut metàl·lic. Aquesta alta velocitat de rotació aconsegueix exprémer els indredients extreient-ne el suc cap al broquet del costat de la base.

## Diferències amb batedora
- La liquadora només centrifuga a molt altes revolucions però no tritura com la batedora de vas, de fet com es pot veure a la fotografia no té ni les aspes que calen per a triturar
- En alguns països d'Amèrica Llatina, el terme liquadora es refereix a una batedora de vas. Aquesta permet efectivament liquar aliments tous per mitjà de la simple trituració però al barrejar la polpa i el suc, el resultat s'assembla més a un puré líquid. i serveix igualment per batre i barrejar, cosa que no pot fer una liquadora.